# Ячмінна кава

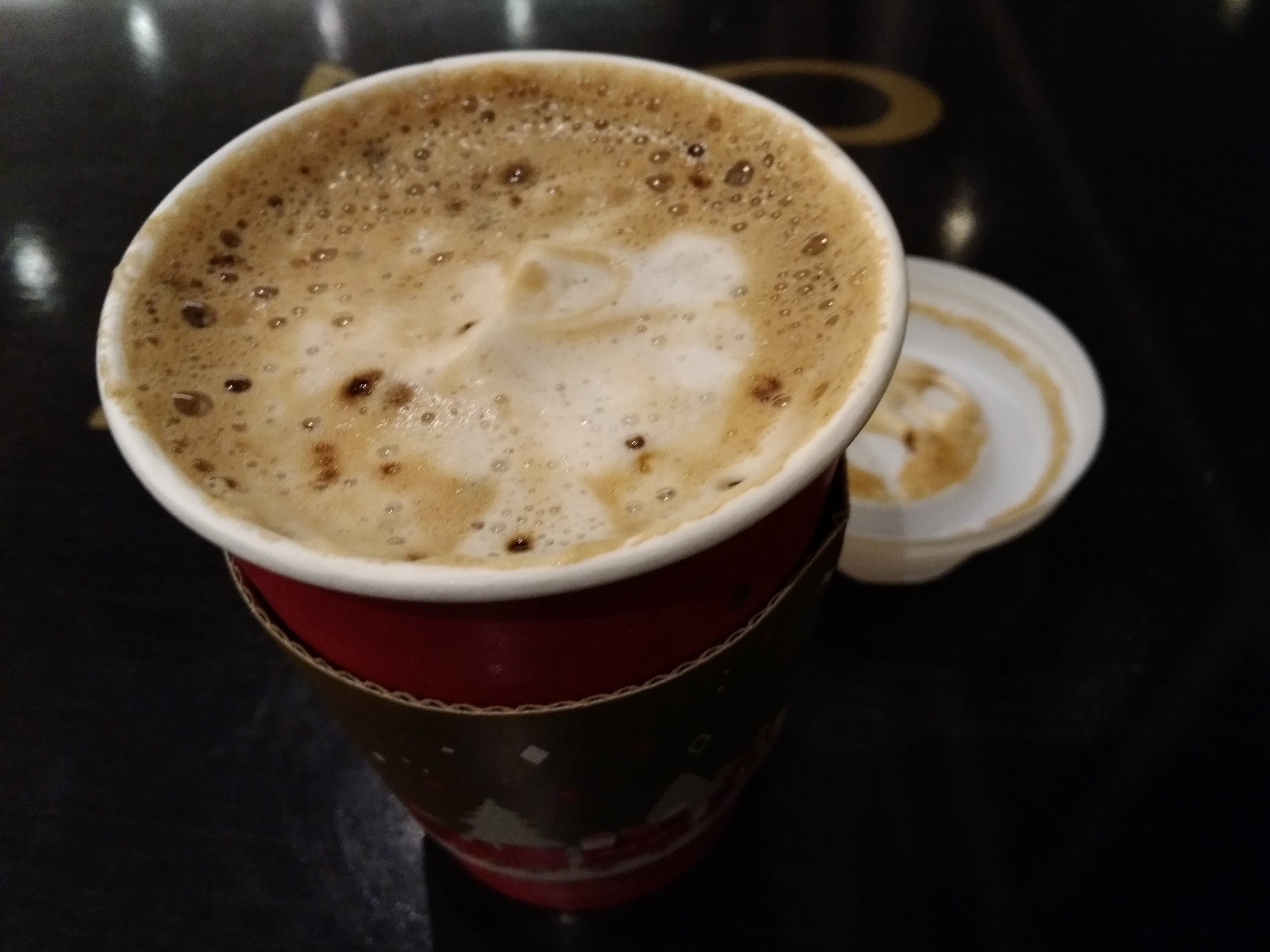
Orzo latte

Ячмі́нна ка́ва — напій, що виготовляється із зерен ячменю, сурогат кави.
Через відсутність кофеїну, загальну поживність ячменю, вміст у ньому вітамінів B, D, E, корисних мінеральних речовин (зокрема, фосфору та магнію), а також речовини гордецин, що має антибіотичні та тонізуючі властивості, ячмінна кава використовується як альтернатива звичайній каві, зокрема у дитячому харчуванні та у дієті людей із серцево-судинними захворюваннями. Широко вживається у шкільних їдальнях України.
Окрім цього, через меншу собівартість ячмінного борошна, воно застосовується при нелегальній підробці звичайної кави.

## Спосіб приготування
Натуральну ячмінну каву готують так само як і звичайну зернову. Для приготування ячмінного борошна зерна ячменю присмажують на сковороді до коричневого кольору та розмелюють. Для приготування окремої порції ячмінної кави, одну-дві чайні ложки ячмінного борошна додають у кавник з киплячою водою і кип'ятять 2—3 хвилини постійно помішуючи. По завершенню, напою дають відстоятися. Цукор і молоко додають за смаком.
Окрім зернової ячмінної кави, в Україні також популярні розчинні кавові напої на основі зерен ячменю, часто, з додаванням коріння цикорію (зокрема, фабрики «Галка»).

## Ячмінна кава у мистецтві
- Василь Махно. «Сто років самотності з полковником Aureliano Buendia» [Архівовано 25 грудня 2005 у Wayback Machine.]